# P-adické číslo
P-adická čísla (značená Qp) jsou číselná struktura používaná v matematice, zejména v teorii čísel. Jsou definována pro libovolné prvočíslo p. přičemž pro různá p se jedná o různé struktury, které rozšířují racionální čísla jiným způsobem než klasická čísla reálná a komplexní. Písmeno p v názvu je tedy proměnná, do které můžeme dosazovat různé konstanty a tak získáme 2-adická čísla, 3-adická čísla, 5-adická čísla atp.
Základem formálního zavedení p-adických čísel je alternativní pohled na funkci absolutní hodnoty. Ta je obvyklou metrikou, chceme-li uvažovat těleso racionálních čísel jako metrický prostor. Zavedení jiné metriky nám dává možnost zkonstruovat jiné zúplnění prostoru racionálních čísel. Vznikne nám tak alternativní topologický prostor k reálným číslům, v kterém je pro každou Cauchyovskou posloupnost obsažena i její limita. Tím je dána i možnost vybudovat alternativní kalkulus, totiž p-adickou analýzu.
Poprvé p-adická čísla popsal Kurt Hensel v roce 1897, přičemž motivací jejich zavedení byla snaha přenést do teorie čísel metody a myšlenky známé z práce s mocninnými řadami. Vliv p-adických čísel od té doby zasáhl mnohé oblasti matematiky, přičemž stále platí, že jejich hlavní význam tkví v propojování algebry s analýzou.

## Neformální zavedení
Předpokládejme p prvočíslo. Jakékoliv celé číslo n můžeme vyjádřit v soustavě o základu p, tedy získat „číslice“ {\displaystyle 0\leq a_{i}<p} takové, že
{\displaystyle n=\sum _{i=0}^{k}a_{i}p^{i}}
Tedy například 13 je v dvojkové soustavě {\displaystyle 1101_{2}=1\cdot 2^{3}+1\cdot 2^{2}+0\cdot 2^{1}+1\cdot 2^{0}}, v trojkové soustavě je {\displaystyle 111_{3}=1\cdot 3^{2}+1\cdot 3^{1}+1\cdot 3^{0}}.
Na základě takového zápisu můžeme pomocí celých čísel definovat čísla racionální (a posléze reálná), totiž když povolíme nekonečně číslic za řádovou čárkou a tedy nekonečné součty
{\displaystyle \pm \sum _{i=-\infty }^{n}a_{i}p^{i}.}
Operace s nekonečnými součty předpokládá možnost definovat limity, jejichž definice je závislá na metrice. Můžeme pak například 1/3 zapsat v pětkové soustavě jako limitu posloupnosti {\displaystyle 0,131313\dots _{5}}. Naopak celým číslům v těchto vyjádřeních odpovídají právě ta čísla, která mají za řádovou čárkou jenom nuly, neboli {\displaystyle a_{i}=0\quad \forall i<0}
V případě p-adických čísel naopak povolíme nekonečné součty v podobě:
{\displaystyle \sum _{i=k}^{\infty }a_{i}p^{i},}
kde k je nějaké celé číslo, které nemusí být kladné. Lze dodefinovat rovnost těchto součtů tak, že vytvoříme těleso. Podobně jako předtím lze mluvit o celých číslech — p-adická celá čísla jsou právě ta, která mají pro záporná i nulové koeficienty {\displaystyle a_{i}}. Podokruh p-adických celých čísel bývá značen Zp (tedy stejně, jako bývají často značena konečná prvotělesa v modulární aritmetice, což je ovšem zcela odlišná záležitost!)
Zatímco u reálných čísel může být nekonečný jejich rozvoj doprava, „za řádovou čárkou“, u p-adických čísel může být nekonečný rozvoj doleva. Například 1/3 má v p-adické soustavě o základu 5 nekonečný rozvoj …1313132. Vynásobením (s ohledem na povahu zápisu v řádu 5) tohoto nekonečného součinu totiž získáváme …0000001. Zajímavé také je, že toto číslo neobsahuje žádné číslice za řádovou čárkou, jedná se tedy o 5-adické celé číslo.

## Formální konstrukce
P-adická čísla je možné formálně zkonstruovat více způsoby. Následující postup je bližší analýze.
Reálná čísla je možné definovat jako třídy ekvivalence Cauchyovských posloupností racionálních čísel; tím je také dána možnost zapisovat 1 jako 1,0000… nebo 0,999… Definice Cauchyovských posloupností je možná jen v metrickém prostoru a je závislá na definované metrice. Změníme-li tedy definici metriky, můžeme získat analogickou konstrukcí něco jiného než obvyklá reálná čísla.
Metrika, pomocí které jsou konstruována reálná čísla, je takzvaná eukleidovská metrika, která má v jednorozměrném prostoru racionálních čísel podobu známé školské absolutní hodnoty.
Pro dané prvočíslo p budeme definovat p-adickou absolutní hodnotu na racionálních číslech takto:
Pro každé nenulové racionální číslo x existuje jednoznačně dané celé číslo n, pro které můžeme zapsat
{\displaystyle x=p^{n}{\frac {a}{b}}},
kde ani jedno z celých čísel a a b není dělitelné p. Pokud není čitatel ani jmenovatel x dělitelný p, pak je n rovno 0. Nyní můžeme definovat p--adickou absolutní hodnotu:
{\displaystyle |x|_{p}=p^{-n}} a {\displaystyle |0|_{p}=0}
Například pro {\displaystyle x={\frac {63}{550}}=2^{-1}\cdot 3^{2}\cdot 5^{-2}\cdot 7\cdot 11^{-1}} máme
{\displaystyle \displaystyle |x|_{2}=2\,\!}
{\displaystyle \displaystyle |x|_{3}=1/9\,\!}
{\displaystyle |x|_{5}=25\,\!}
{\displaystyle \displaystyle |x|_{7}=1/7\,\!}
{\displaystyle |x|_{11}=11\,\!}
{\displaystyle |x|_{p}=1} pro všechna jiná prvočísla p
Podle Ostrowského věty platí, že každá zobecněná absolutní hodnota na racionálních číslech odpovídá buď eukleidovské absolutní hodnotě, triviální absolutní hodnotě, nebo p-adické absolutní hodnotě pro nějaké p. Tím je dáno, že z hlediska normy konstrukcí p-adických těles vyčerpáváme všechna možná další rozšíření racionálních čísel.
Na základě p-adické absolutní hodnoty lze definovat metriku
{\displaystyle d_{p}(x,y)=|x-y|_{p}\,\!}
Těleso p-adických čísel Qp je pak možné definovat jako zúplnění metrického prostoru (Q,dp), jeho prvky jsou třídy cauchyovských posloupností, kde dvě posloupnosti jsou ekvivalentní, právě když jejich rozdíl konverguje k nule. Tímto způsobem vznikne úplný metrický prostor, který je zároveň tělesem a obsahuje racionální čísla.
Dá se ukázat, že každý z prvků vzniklého tělesa lze jednoznačným způsobem zapsat ve tvaru
{\displaystyle \sum _{i=k}^{\infty }a_{i}p^{i}},
kde k je nějaké celé číslo a každé z čísel ai je z množiny {0, …, p - 1}. Tato posloupnost konverguje v metrice dp.
Vzniklé těleso je lokální těleso.

## Vlastnosti
Okruh p-adických čísel je inverzní limitou konečných okruhů Z/pkZ, ovšem má nespočetně prvků a má mohutnost kontinua. Stejně tak je nespočetné těleso Qp. Okruh endomorfismů Prüferovy p-grupy hodnosti n, značený Z(p∞)n, odpovídá maticovému okruhu matic řádu n nad p-adickými celými čísly a občas bývá nazýván Tateův modul.
Těleso p-adických čísel obsahuje čísla racionální a je charakteristiky 0. Není možné z něj vytvořit uspořádané těleso.
Definujme topologii τ na Zp tak, že za její bázi určíme všechny množiny tvaru Ua(n) = {n + λ pa, kde λ náleží do Zp a a do N}.
Pak Zp je zkompaktněním Z vzhledem k odvozené topologii. Relativní topologie na Z coby podmnožině Zp se nazývá p-adickou topologií na Z.
Na rozdíl od reálných čísel, které mají jediné vlastní algebraické rozšíření, totiž komplexní čísla, která jsou již algebraicky uzavřená, je algebraický uzávěr p-adických čísel nekonečného stupně, navíc Qp má nekonečně mnoho navzájem neekvivalentních algebraických rozšíření. Další odlišnost je v tom, že algebraický uzávěr Qp není úplný. Jeho metrické zúplnění se označuje Cp a je algebraicky uzavřené.
Těleso Cp je izomorfní tělesu komplexních čísel, můžeme se na něj tedy dívat jako na komplexní čísla doplněná o nezvyklou metriku. Existence zmíněného izomorfismu byla dokázaná nekonstruktivně a důkaz počítá s platností axiomu výběru; součástí důkazu tedy není nalezení příkladu řečeného izomorfismu.
Těleso p-adických čísel obsahuje n-té cyklotomické těleso tehdy a jen tehdy, když n dělí p–1. Například n-té cyklotomické těleso je podtělesem Q13 tehdy a jen tehdy, když n= 1, 2, 3, 4, 6 nebo 12.
Na rozdíl od tělesa reálných čísel jsou nad p-adickými čísly nekonstantní funkce, jejichž derivací je nulová funkce, například:
f: Qp → Qp, f(x) = (1/|x|p)2 pro x ≠ 0, f(0) = 0,
Těleso Qp je lokálně kompaktní Hausdorffův prostor.